# كريستوفر هاوس
كريستوفر هاوس هو مصمم رقص كندي، ولد في 30 مايو 1955.